# Werner Gottfried Brock
Werner Gottfried Brock (* 28. März 1901 in Berlin; † 21. Juni 1974 in Emmendingen) war ein deutscher Philosoph.
Der Sohn eines Arztes studierte ab 1919 Philosophie zunächst in Berlin, dann in Jena, in München sowie in Heidelberg, wo unter anderem Karl Jaspers einer seiner Lehrer war. Ab 1921 studierte er Medizin und legte 1928 das erste Staatsexamen ab. 1928 wurde er an der Universität Göttingen bei Georg Misch und Moritz Geiger mit einer Arbeit über Friedrich Nietzsche promoviert. 1931 habilitierte er sich bei Misch mit einer Arbeit zur Philosophischen Biologie unter dem Titel „Die Grundstruktur des Lebendigseins. Eine ontologische Untersuchung zur Grundlegung der philosophischen Biologie“.
Seit 1930 lehrte Brock als Privatdozent und wissenschaftlicher Mitarbeiter bei Martin Heidegger an der Universität Freiburg. Am 27. September 1933 verlor Brock wegen seiner jüdischen Herkunft die Lehrbefugnis. Mit Heideggers Hilfe erhielt Brock ein Stipendium in Cambridge und lehrte dort ab 1934 deutsche Philosophie. 1951 kehrte er als außerplanmäßiger Professor an die Universität Freiburg zurück. Dort lehrte er bis 1969. In seinen letzten Lebensjahren litt Brock an Schizophrenie und starb nach einem längeren Klinikaufenthalt.
Brocks besondere wissenschaftliche Interessen galten dem Deutschen Idealismus, der Philosophie Friedrich Nietzsches sowie der Existenzphilosophie. Während seiner Zeit in England trug er unter anderem dazu bei, deutsche philosophische Schulen bekanntzumachen. So enthält sein 1949 erschienener Sammelband unter dem Titel „Existence and Being“ die erste große Einführung in Heideggers Philosophie in englischer Sprache. Nach seiner Rückkehr nach Freiburg brachte er andererseits seinen deutschen Studenten die zeitgenössische englische Philosophie Ludwig Wittgensteins und George Edward Moores nahe. Brock verband eine geistig fruchtbare Freundschaft mit dem Physiker und Molekularbiologen Max Delbrück.

## Schriften
- Nietzsches Idee der Kultur. Bonn 1930, zugl.: Göttingen, Univ. Diss. 1928.
- Die Grundstruktur des Lebendigseins. Eine ontologische Untersuchung zur Grundlegung der philosophischen Biologie (1931). Göttingen, Univ. Habil.-Schr.; hrsg. von Michael Becht und Albert Raffelt, Freiburg 2005; auch als elektronische Publikation: http://www.freidok.uni-freiburg.de/volltexte/1701/
- An Introduction to Contemporary German Philosophy. Cambridge University Press, Cambridge (UK) 1935
- Martin Heidegger: Existence and Being. Henry Regnery, Chicago 1949. Auswahl, Übersetzung und umfangreiche Einleitung von Brock.

## Quelle
- Heike Delitz: Brock, Werner Gottfried. In: Biographisch-Bibliographisches Kirchenlexikon (BBKL). Band 28, Bautz, Nordhausen 2007, ISBN 978-3-88309-413-7, Sp. 252–258 (Artikel/Artikelanfang im Internet-Archive).

| Personendaten    | Personendaten           |
| ---------------- | ----------------------- |
| NAME             | Brock, Werner Gottfried |
| KURZBESCHREIBUNG | deutscher Philosoph     |
| GEBURTSDATUM     | 28. März 1901           |
| GEBURTSORT       | Berlin                  |
| STERBEDATUM      | 21. Juni 1974           |
| STERBEORT        | Emmendingen             |